# Waterloo (Caerphilly)
Pour les articles homonymes, voir Waterloo (homonymie).
Waterloo est un petit hameau à l'est de Caerphilly, au Pays de Galles, dans la communauté de Rudry, à une vingtaine de kilomètres au nord de Cardiff.

## Vue d'ensemble

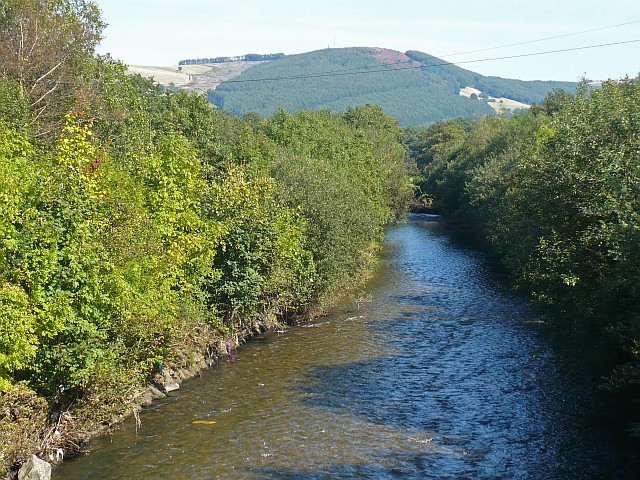
La Rhymney, près de Waterloo.

Simplement constitué de quelques maisons, le hameau a autrefois abrité une importante unité de production de fer-blanc destiné à l'industrie aéronautique (une usine d'avions était située à Machen, à côté de la fonderie, près du Royal Oak) et à  diverses autres entreprises de la région. L'usine de fer blanc a fermé vers 1943.
L'usine Coates Brothers Paint était également située à Waterloo. Avec la houillère, c'était l'un des plus gros employeurs de la région. 
L'entreprise s'est ensuite orientée vers la fabrication d'encres... Elle a fermé ses portes à la fin des années 1990. 
Le site fait actuellement l'objet d'une demande de permis de construire pour devenir un lotissement.